# Округ Роуан (Кентаки)
Роуан (енгл. Rowan County) је округ у америчкој савезној држави Кентаки.

## Демографија
По попису из 2010. године број становника је 23.333, што је 1.239 (5,6%) становника више него 2000. године.
| Група             | 2000.          | 2010.          |
| Белци             | 21.063 (95,3%) | 22.266 (95,4%) |
| Афроамериканци    | 345 (1,6%)     | 349 (1,5%)     |
| Азијати           | 197 (0,9%)     | 180 (0,8%)     |
| Хиспаноамериканци | 235 (1,1%)     | 294 (1,3%)     |
| Укупно            | 22.094         | 23.333         |